# 米凯莱·马尔法蒂
米凯莱·马尔法蒂（義大利語：Michele Malfatti，1994年12月31日—），意大利男子速度滑冰运动员，2022年欧洲速度滑冰锦标赛男子团体追逐赛铜牌得主、2024年欧洲速度滑冰锦标赛男子团体追逐赛银牌得主、2024年世界单程距离速度滑冰锦标赛男子团体追逐赛金牌得主。